# Оптична илюзия
Оптичната илюзия (също наричана визуална илюзия) е характеризирана от визуално възприемани образи, които се различават от обективната реалност. Информацията събирана от окото е обработвана в мозъка, за да даде възприемане, което не съответства на физическото измерване на източника на стимула. Има три главни вида: литерални оптични илюзии, които създават образи, които са различни от обектите, които ги правят, физиологически, които са ефекти върху очите и мозъка в резултат на прекомерна стимулация от специфичен тип (яркост, наклон, цвят, движение) и когнитивни илюзии, където окото и мозъкът правят несъзнавани заключения.
- Илюзия на Ебингхаус
- Илюзия кафе стена
- Люляков преследвач (на мястото на изчезващите розови кръгчета се появяват зелени, обяснение на което е Теорията за цветова опонентност)

## Илюзии
- Илюзия на Вундт
- Илюзия на Орбисън
- Илюзия на Херинг
- Илюзия на Джастроу
- Илюзия на Еренщайн
- Илюзия на Понцо
- Илюзия на Сандер
- Вертикално-хоризонтална илюзия